# Saint-André-de-Chalencon
Saint-André-de-Chalencon település Franciaországban, Haute-Loire megyében. Lakosainak száma 381 fő (2022. január 1.). Saint-André-de-Chalencon Boisset, Roche-en-Régnier, Saint-Julien-d’Ance, Saint-Pierre-du-Champ, Solignac-sous-Roche és Tiranges községekkel határos.

## Népesség
A település népessége az elmúlt években az alábbi módon változott:
| Lakosok száma | 449  | 343  | 271  | 343  | 343  | 347  | 356  | 375  | 380  | 381  |
|               | 1968 | 1982 | 1990 | 2006 | 2013 | 2015 | 2017 | 2019 | 2020 | 2022 |